# Teheran 43 (film din 1981)
Teheran 43 (în rusă Тегеран-43, transliterat: Tegheran-43) este un film realizat în 1981, regizat de Alexandre Alov și Vladimir Naumov, o coproducție Uniunea Sovietică - Franța - Elveția - Spania. În Uniunea Sovietică a fost cel mai vizionat film în anul 1981, avînd 47,5 milioane spectatori. A cîștigat Marele Premiu la Festivalul Internațional de Film de la Moscova  în 1981.

## Rezumat
În timpul celui de-Al Doilea Război Mondial, în 1943, Teheranul este ales loc de întâlnire pentru tratativele dintre Roosevelt, Stalin și Churchill. Din ordinul lui Hitler, serviciile secrete naziste trebuie să-i asasineze pe cei trei. Acest act terorist preconizat de naziști și nemaiîntâlnit în istorie este stopat, dintr-un exces de megalomanie, de însuși cel care trebuia să-l execute. Concomitent, agenții celor patru mari puteri se întrec în a se bloca unii pe alții.

## Titlurile filmului
Filmul a fost prezentat pe plan internațional sub următoarele titluri:  
- Тегеран-43 (URSS)
- Teheran 43 (Franța)
- Assassination Attempt (SUA)
- Teheran 43: Spy Ring (USA)
- The Eliminator (Australia)
- Eliminaattori (Finlanda)
- Killer sind immer unterwegs (Germania)
- Nido di spie (Italia)

## Distribuție
- Natalia Belohvostikova – Marie/Nathalie
- Igor Kostolevski – Andre
- Armen Dzhigarkhanyan – Max
- Claude Jade – Françoise
- Alain Delon – detectivul Foche
- Curd Jürgens – Legraine
- Nikolai Grinko – Hermolin
- Mike Marshall – un terorist
- Gleb Strizhenov – Simon
- Jess Hahn – un terrorist
- Jacques Roux – dl. Johnson
- Evelyne Kraft	– falsa secretară
- Natalya Naumova – Françoise copil (as Natasha Naumov)

## Coloana sonoră
Muzica a fost compusă de Georges Garvarentz și Mieczysław Weinberg. Charles Aznavour și Mireille Mathieu  interpretează melodia "Une Vie D'amour" (în rusă: Вечная любовь,Vechnaya lyubov). Melodia a devenit foarte populară în Rusia. Popularitatea este atribuită succesului filmului, iar astăzi este considerată de mulți ca fiind cea mai bună melodie a lui Aznavour.

## Lansare
A fost lansat în anul 1981 și a avut parte de un mare succes comercial, fiind vizionat de 47,5 milioane de spectatori în cinematografele din Uniunea Sovietică, ceea ce-l plasează pe locul 40 între cele mai vizionate filme sovietice pe parcursul unui an.

## Vezi și
- Listă de filme sovietice din 1980–1991
- Listă de filme străine până în 1989